# Hutterhof
Hutterhof ist ein Gemeindeteil der Stadt Bogen im niederbayerischen Landkreis Straubing-Bogen. Die Einöde liegt circa eineinhalb Kilometer südöstlich von Bogen. 
Am 1. Januar 1971 kam Hutterhof als Teil der ehemals selbständigen Gemeinde Bogenberg zu Bogen.

## Bau- und Bodendenkmäler
- spätgotische Kapelle St. Ulrich
- Turmhügel Hutterhof